# Eleccions legislatives noruegues de 1985
Les eleccions legislatives noruegues de 1985 se celebraren el 9 de setembre de 1985 per a renovar els 169 membres del Storting, el parlament de Noruega. Els més votats foren els laboristes noruecs, però es formà un govern de coalició conservadora dirigit per Kåre Willoch, però que hagué de dimitir al cap d'un any i la laborista Gro Harlem Brundtland fou nomenada primer ministre de Noruega.

## Resultats
|         |                                                          |           |       |       |          |        |
| Partits | Partits                                                  | Vots      | Vots  | Vots  | Escons   | Escons |
| Partits | Partits                                                  | #         | %     | ± %   | #        | ±      |
|         | Partit Laborista Noruec (Det norske Arbeiderparti)       | 1,061,712 | 40.8  | +3.6  | 71 / 157 | 5      |
|         | Partit Conservador (Høyre)                               | 791,537   | 30.4  | -1.3  | 50 / 157 | 3      |
|         | Partit Democristià (Kristelig Folkeparti)                | 214,969   | 8.3   | -0.7  | 16 / 157 | 1      |
|         | Partit de Centre (Senterpartiet)                         | 171,770   | 6.6   | +2.4  | 12 / 157 | 1      |
|         | Partit Socialista d'Esquerra (Sosialistisk Venstreparti) | 141,950   | 5.5   | +0.5  | 6 / 157  | 2      |
|         | Partit del Progrés (Fremskrittspartiet)                  | 96,797    | 3.7   | -0.7  | 2 / 157  | 2      |
|         | Partit Liberal (Venstre)                                 | 81,202    | 3.1   | -0.1  | 0 / 157  | 2      |
|         | Aliança Electoral Roja (Rød Valgallianse)                | 14,818    | 0.6   | -0.2  | 0        | 0      |
|         | Partit Popular Liberal (Det Liberale Folkeparti)         | 12,958    | 0.5   | 0.0   | 0        | 0      |
|         | Partit dels Pensionistes (Pensjonistpartiet)             | 7,846     | 0.3   | -     | 0        | -      |
|         | Partit Comunista de Noruega (Norges Kommunistiske Parti) | 4,245     | 0.2   | -0.1  | 0        | 0      |
|         | Llista Sunnmøre (Sunnmørslisten)                         | 1,524     | 0.06  | -     | 0        | -      |
|         | Gent Lliurement Escollida (Frie Folkevalgte)             | 252       | 0.01  | -0.02 | 0        | 0      |
|         | Partit de la Societat (Samfunnspartiet)                  | 200       | 0.008 | -     | 0        | -      |
|         | Llista Apolítica (Upolitisk liste)                       | 100       | 0.004 | -     | 0        | -      |
|         | Total 2,601,817                                          | 100%      | 100%  | 100%  | 157      | +2     |